# Wasastraße (Radebeul)

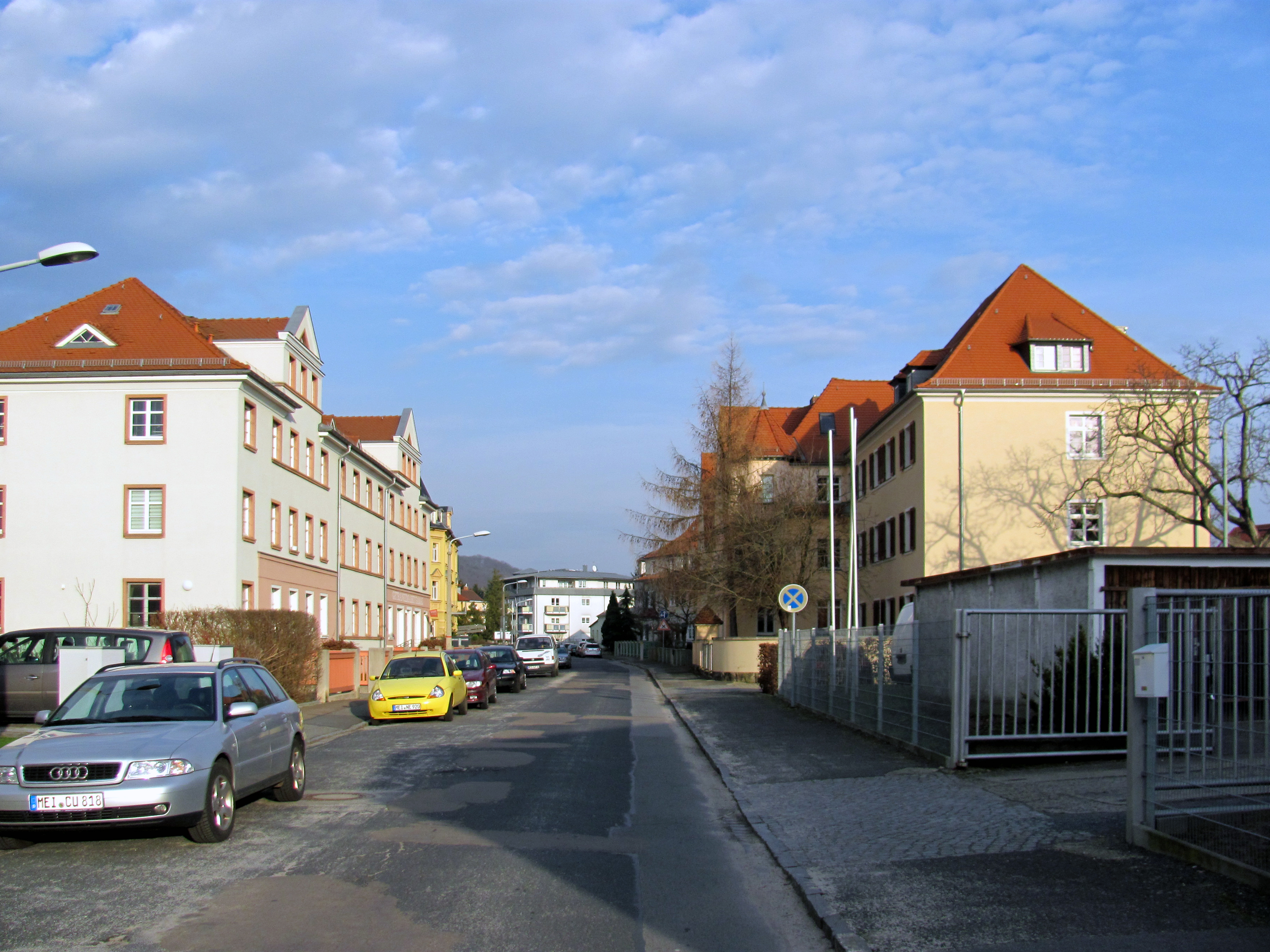
Wasastraße Richtung Norden bei den „Eisoldschen Häusern“

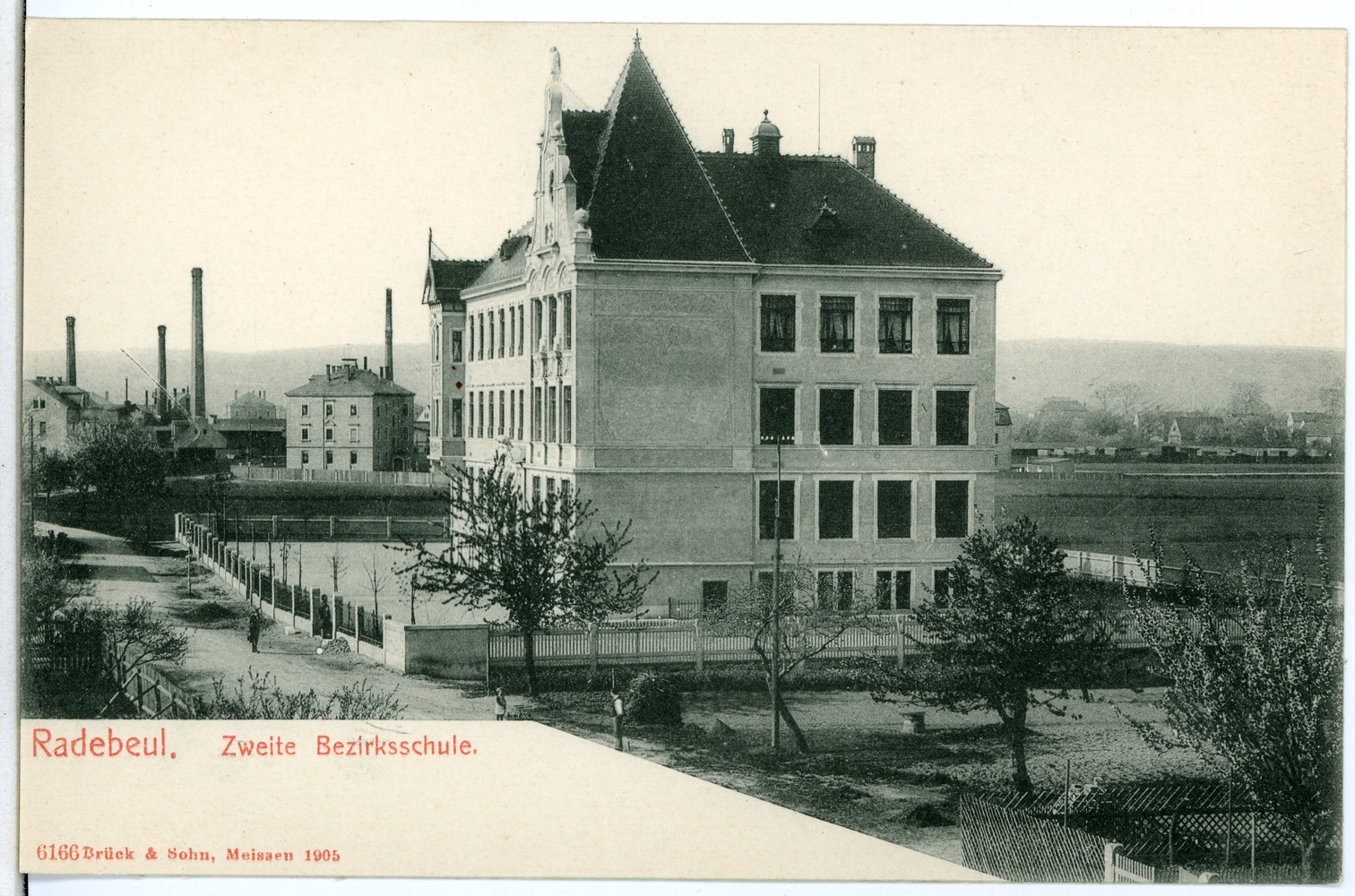
1905: 2. Bezirksschule und Ziegelei, Blick nach Süden; links geht die Friedhofstraße ab, an der der Friedhof Radebeul-Ost liegt.

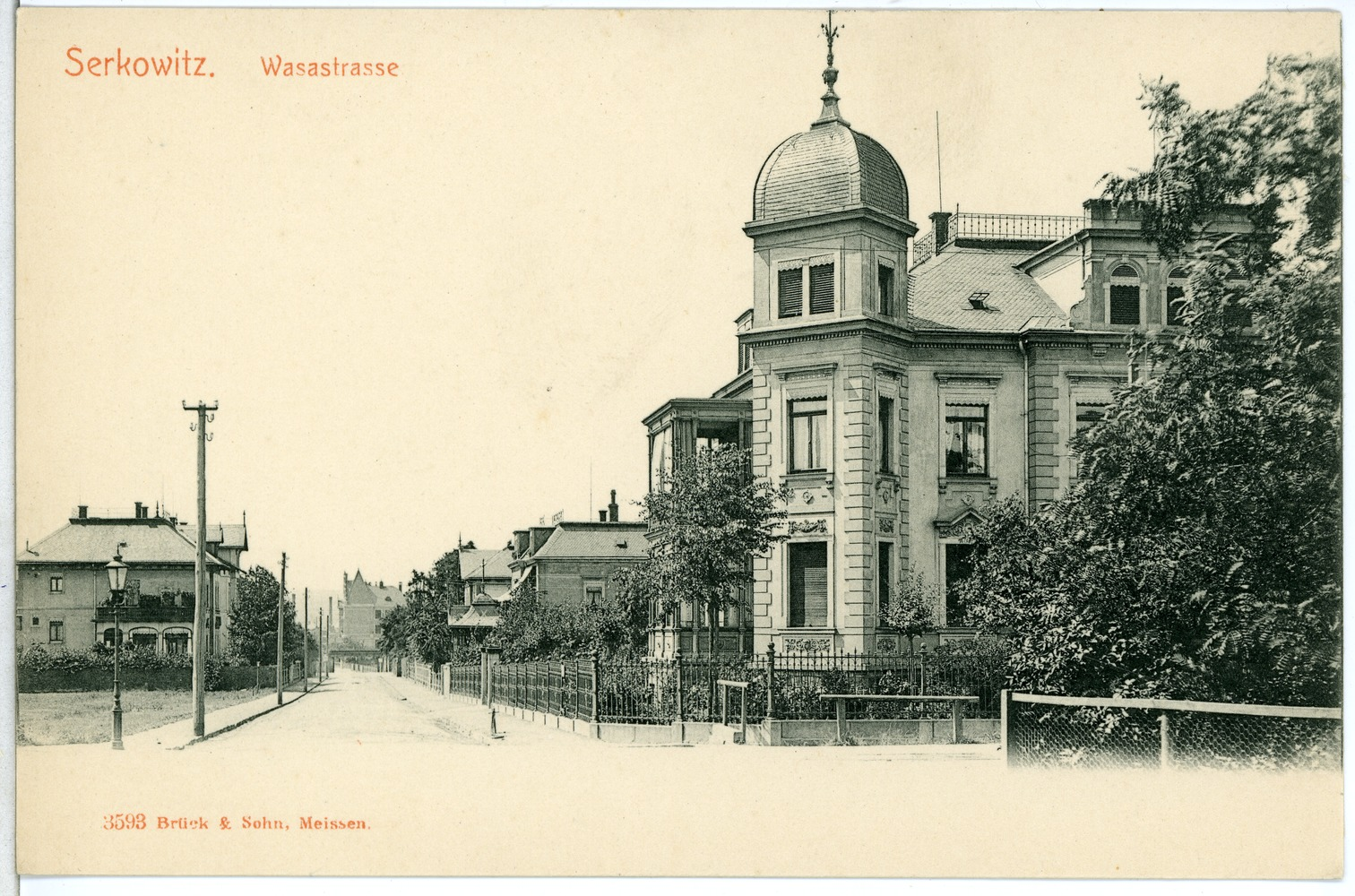
1903: Blick von der Villa Wasastraße 49 an der Meißner Straße nach Süden auf die Unterführung unter der Dresden-Leipziger-Eisenbahnstrecke und die Rosegger-Schule

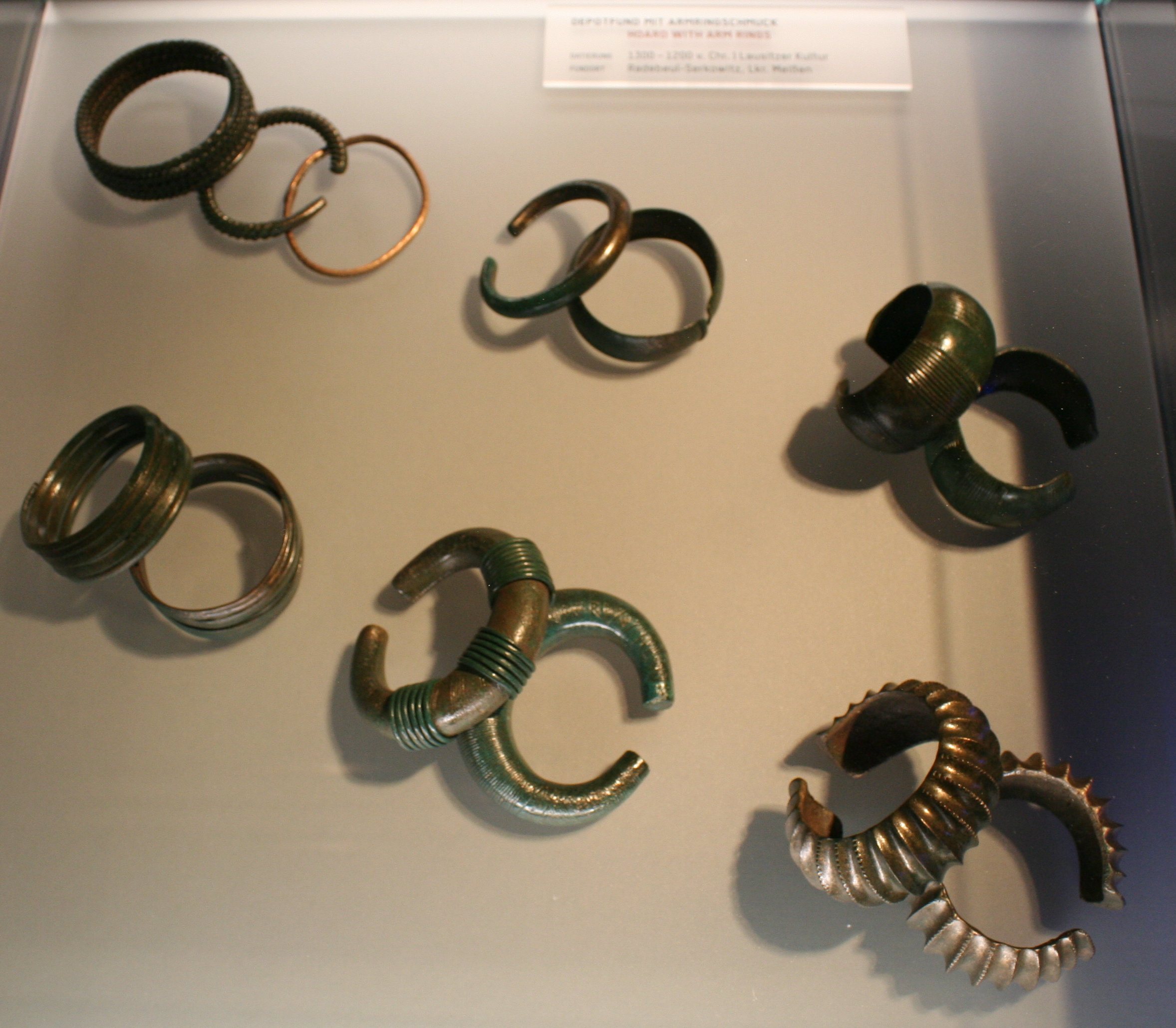
Depotfund mit Armringschmuck der Lausitzer Kultur aus Serkowitz im Chemnitzer Museum für Archäologie

Die Wasastraße ist eine etwa 1,15 Kilometer lange Innerortsstraße der sächsischen Stadt Radebeul, gelegen im Stadtteil Serkowitz.

## Ortslage und Bebauung
Die Straße beginnt an der Serkowitzer Straße auf 110 m ü. NHN Höhe und verläuft nach Norden; die ungeraden Hausnummern liegen auf der linken westlichen Straßenseite. Mit Schwankungen von etwa vier Höhenmetern verläuft die Straße die ersten 500 Meter bis kurz vor der Eisenbahnunterführung der Bahnstrecke Leipzig–Dresden recht eben. Auf den 375 Metern bis zum Rand der Radebeul-Coswiger Niederterrasse an der Kreuzung mit der Meißner Straße steigt der Straßenverlauf auf etwa 117 m an. Auf den folgenden 300 Metern bis zur Nizzastraße steigt der Straßenverlauf auf 126 m Höhe.
Zwischen Wasastraße und der Straße des Friedens im Westen wurde ein Urnenfeld der Mittleren Bronzezeit der Lausitzer Kultur aus der Zeit 1600 v. Chr.−1200 v. Chr. gefunden und archäologisch erforscht. Es handelt sich um eines von mehreren Gräberfeldern auf Radebeuler Gebiet.
Mehrere Kulturdenkmale liegen an der Straße und sind daher in der Liste der Kulturdenkmale in Radebeul-Serkowitz aufgeführt, einige auch mit Querstraßenadressen: Siedlung „Eisoldsche Häuser“ (Wasastraße 6/8/10 / Paul-Gerhardt-Straße 13 und 9 / Weststraße 1 und 12 / Paul-Gerhardt-Straße 10), Wasastraße 11, Wasastraße 20, Rosegger-Schule (Wasastraße 21), Wasastraße 32, Mietvilla Johann Gottfried Böthgen (Wasastraße 38), Pestalozzistraße 39, Wasastraße 45, Wasastraße 46, Villa Ernst Berthold (Wasastraße 49), Landhaus Paul Michael (Wasastraße 55), Wasastraße 59, Wasastraße 64, Wasastraße 67, Wasastraße 68
Die Villa Wasastraße 49 des Fabrikbesitzers Ernst Berthold (1850–1938) wurde bereits 1979 zu DDR-Zeiten unter Denkmalschutz gestellt.
Im Haus Wasastraße 50 auf den südöstlichen Eckgrundstück zur Meißner Straße ist das Stadtarchiv Radebeul untergebracht.
Nördlich der Ferneisenbahn-Unterführung kreuzt die Wasastraße an der Kreuzung mit der Pestalozzistraße ebenerdig die schmalspurige Strecke der Lößnitzgrundbahn auf dem Weg vom Bahnhof Radebeul Ost zur Station „Weißes Roß“.
Anders als das südlich der Eisenbahn gelegene Areal aus Mehrfamilienhäusern entwickelte sich die Wasastraße nördlich der Pestalozzistraße sowie insbesondere nördlich der Meißner Straße während der Gründerzeit zum Landhaus- und Villenviertel, ähnlich wie die westlich parallel verlaufende Dr.-Schmincke-Allee, die an der Pestalozzistraße beginnt und wie die Wasastraße an der Nizzastraße endet.

## Namensgebung
Der Südteil des aus dem Dorfkern von Serkowitz nach Norden herausführenden Weges (in Verlängerung des westlichen Teils der Serkowitzer Straße) wurde bereits 1735 auf einer Karte von Nienborg dokumentiert.
1893/1894 erhielt das Teilstück südlich der Eisenbahnstrecke Leipzig-Dresden den Namen Ziegeleistraße, da dort die Ziegelei mit Tongruben des Baugeschäfts Eisold lag. 1896 erfolgte von Süden der Straßenausbau bis zur Meißner Straße, 1898 dann das Straßenstück nördlich davon. 1905 erhielt die Straße die Widmung als Wasastraße in Erinnerung an die mit dem sächsischen Königshaus verbundene schwedische Dynastie Haus Wasa.

## Anwohner
Der Maler, Grafiker und Kunstpädagoge Johannes Thaut wuchs im Haus Wasastraße 18 auf. Der Kunstmaler, Werbegrafiker und Illustrator Max Brösel wohnte von 1913 bis 1934 in der Mietvilla Johann Gottfried Böthgen (Wasastraße 38). Letzter Wohnort des Politikers Julius Dehne nach dem Zweiten Weltkrieg war das Haus Wasastraße 60; vorher wohnte er in der denkmalgeschützten Villa Fanny Fischer (Körnerweg 3).